# Гужово (Нижегородская область)
Гужо́во — деревня в Большемурашкинском районе Нижегородской области. Входит в состав Григоровского сельсовета.

## География
Расположена в 100 км к юго-востоку от Нижнего Новгорода на южном склоне холма у безымянного ручья, перегороженного в трёх местах плотинами, которые образуют три пруда: Верхний (Силикатный), Средний и Нижний. Ручей впадает в реку Палец. На карте Нижегородского уезда 1800 года ручей обозначен следующим образом — Рѣч. Гужевка. У северного склона горы, на которой расположена деревня, протекает река Устамка. Высота над уровнем моря 149 м. Ближайшие населённые пункты: Карабатово в 4,4 км на северо-запад, Никиткино в 4,2 км на запад, Чайпоселок в 4,1 км на юг. Районный центр Большое Мурашкино находится в 17 километрах. Протяжённость деревни составляет 1,1 км.

## История
Со слов Синевой Капитолины Васильевны, уроженки деревни Гужово:
Лет 250—300 назад на земле, которая в настоящее время принадлежит деревне Гужово, было три посёлка: Турабьево, Гужово и Дунилово. Потом они все съехались в одно место, туда, где стоит по сей наша деревня. А названия старых мест сохранились по сей день: Дунилово зовётся Данилковым или Даниловым, а к востоку от Гужово расположены поле и дол на Григоровской стороне, который зовётся Турабьевским, а поле — Турабьево. Если внимательно вслушаться в слово, то в нём открывается два корня и выходит, что древние назвали это место таким словом, потому что там «тура били». Это теперь деревня стоит среди полей, а раньше её окружали леса с могучими деревьями. А теперь от того леса остался небольшой лесок к западу от деревни, что зовётся Лопатой. О названии деревни отец мой рассказывал так: «Люди вместе съехались гужом, один за другим, от того и Гужово». Но ещё я слышала и такое, что жители нашей деревни изготовляли конскую упряжь, то есть занимались шорничеством, изготовляли гужи.

### XVI век
Селище Гужево вместе с селищем Хомутово впервые упоминаются в конце XVI века. Из выписки Нижегородских дозорных книг 1576 года:
Да в Закудемском стану написано за Нечаем да за Шестачком за Григорьевыми детьми К(Ш)ишкина селище Гужево да селище Хомутово, а дворов в них нет, пашни перелогом 58 чети в поле, а в дву потом ж, земля добра, сена 10 копен.

### XVII век
В дозорных книгах 1613 года упомянуты деревни с помещичьими и крестьянскими дворами: Турабьево, Данилково и Другое Данилково по реке Палец с мельницей, Резвеево по реке Устамка, а также деревня Гужово «за нижегородцом за служилым литвином за Микитою Остафьевым сыном Рощина в помесье, а в ней во дворе бобыль Левка Павлов, пашни паханой осмина да перелогом и лесом поросло пятьдесят девять чети с осминою в поле, а в дву потом ж, земля добра, сена двадцеть копен».
В 1621 году «деревня, что было селище Гужево да селище Хомутово» по царскому указу переходит иностранцу Христофору Фаленскому и насчитывает уже 18 дворов. Другое Данилково, Данилково и Резвейково переведены в новый тип населённого пункта — сельцо. Упоминается сельцо Сорокино. Деревня Турабьево в неравных долевых частях принадлежит разным помещикам: «за нижегородцом служилым немчином за Фёдором Фёдоровым сыном Толстого Думерстовым в поместье две трети деревни, а треть тое деревни за кокшаскими жилцы за Петром да за Семёном Плотцовыми». Мельница уже оказалась сломанной и заброшенной.

### XIX век
В 1859 году в составе 2 стана «по левую сторону Перевозского торгового тракта до границы Нижегородского уезда с Княгининским» — 48 дворов с численностью 398 человек: 176 мужчин, 222 женщины, а к 1895 году — 454 человека.
Турабьево, Данилково, Другое Данилково и Резвеево уже не существуют.
В то время деревня входила в состав Палецкой волости Нижегородского уезда, но жители были приписаны к приходу церкви Казанской иконы Божией Матери в селе Григорово Княгининского уезда.

### XX век
По списку населённых мест Нижегородской губернии Нижегородского уезда 1911 года, деревня Гужово (Гужево) Палецкой волости записана на помещицу Ушакову (бывш. Моравскихъ) и насчитывает 103 двора. В 1916 году — 710 человек.
Во время Первой мировой войны была призвана часть мужского населения. После революции 1917 года несколько семей раскулачены, и был организован колхоз. 29 июня 1929 года был образован Большемурашкинский район; 13 февраля 1931 года был организован колхоз «Новый труд» из первых девяти хозяйств, а уже к осени того же года почти вся деревня вошла в этот колхоз. Его председателем был избран Иван Александрович Федотов.
В годы Великой Отечественной войны почти всё мужское население деревни ушло на фронт, многие не вернулись.
В конце 1959 года местный колхоз объединили с григоровским, и образовался новый — «Путь к коммунизму». В апреле 1963 года район был расформирован, деревня передана в подчинение Перевозскому району. 27 января 1965 года Большемурашкинский район был восстановлен на прежней территории.
В 1969 году построено большое кирпичное здание — колхозный клуб, одну половину которого занимал дом культуры, а другую — школа. Тем не менее после упразднения школы в 1970 учебные комнаты опустели; позднее в них был организован медицинский пункт. Деревня Гужово к тому времени стала подчиняться Курлаковскому сельсовету, а затем — Григоровскому.

## Население
| 1999 | 2002 | 2010 |
| ---- | ---- | ---- |
| 82   | ↘60  | ↘29  |

В населённом пункте 92 дома. В основном это дачные дома, жители которых приезжают в деревню на выходные в тёплое время года.
Согласно Всероссийской переписи населения 2010 года, числится 29 человек.

## Инфраструктура
Подъезд к деревне от автомобильной трассы местного значения 22Н-0619 представляет собой дорогу с твёрдым покрытием. В свою очередь, автомобильная дорога общего пользования регионального значения 22 ОП РЗ 22К-0125 в восточном направлении ведёт в административный центр Григорово и далее — в районный центр Большое Мурашкино.
Населённый пункт электрифицирован, имеются таксофон и частный магазин. Здания колхозного клуба и магазина заброшены.